# Галлахер, Кэрол
Кэрол Галлахер (англ. Carole Gallagher; 24 февраля 1923, Сан-Франциско, Калифорния — 29 августа 1966, Лос-Анджелес, Калифорния, США) — американская актриса.

## Ранние годы
Кэрол Галлахер родилась в Сан-Франциско и была первым ребёнком из четырёх в семье адвоката. Детство Кэрол прошло в Санта-Монике, с ранних лет она мечтала быть актрисой. Окончив среднюю школу она отправилась в Голливуд брать уроки акт`рского мастерства, училась в Californian Drama School.

## Карьера
Кинокарьера Галлахер началась в 1942 году с подписания контракта с кинокомпанией Metro-Goldwyn-Mayer, согласно которому сначала она играла незначительные второстепенные роли. Первую главную роль Галлахер сыграла в 1943 году в картине The Falcon and the Co-eds. В том же году последовала важная для карьеры Кэрол роль в картине «Сумасшедшая девчонка» c Микки Руни и Джуди Гарленд в главных ролях. В 1944 году она снялась в «Сокол Запада», относившейся к той же серии фильмов, что и The Falcon and the Co-eds. В этом же году Галлахер пришлось на время оставить свою карьеру в кино, причиной тому была необходимость заботиться о семье.
После трехлетнего перерыва в 1947 году Кэрол возвращается к съемкам в кино. После нескольких фильмов, где Кэрол исполнила второстепенные роли, в 1949 году она снялась в фильме «Пески Иводзимы». Фильм стал последним в карьере Галлахер, после съемок в нём она посвятила себя личной жизни.

## Личная жизнь
В январе 1943 года Кэрол вышла замуж за актёра Дика Форана, а 14 февраля 1944 года родился их сын Шон. Однако всего через несколько месяцев в сентябре 1944 года брак распался. После недолгих отношений с Говардом Хьюзом и актёром Крейгом Лоуренсом 27 ноября 1946 года Кэрол вышла замуж за актёра Джимми Феррару.
В начале 1950-х брак Галлахер с Феррару распался. В конце 1950-х годов она снова вышла замуж в третий раз, но через несколько лет развелась. В четвёртый и последний брак Кэрол вступила в 1964 году с ветераном Второй мировой войны Лероем Винсентом Макпиком.
Кэрол Галлахер умерла 29 августа 1966 года в возрасте 43 лет в Лос-Анджелесе. О причине смерти информации нет. Её вдовец Лерой Винсент Макпик скончался всего год спустя, 21 мая 1967 года.